# Blood and Thunder
Blood and Thunder es el primer sencillo del álbum de estudio Leviathan, del grupo musical Mastodon.
La canción fue lanzada en sencillo en 2005, y el título tiene la definición de violencia y alboroto como el que caracteriza a las novelas melodramáticas llenas de sangre y truenos.
la canción fue utilizado en varios videojuegos como Need for Speed: Most Wanted, Saints Row, Splatterhouse y Project Gotham Racing 3

## Listado de canciones
| CD, Sencillo, |                                   |          |  |
| N.º           | Título                            | Duración |  |
| 1.            | «Blood & Thunder» (Album Version) | 3:49     |  |

- Datos: Q4927776